# Зырин, Николай Григорьевич
Никола́й Григо́рьевич Зы́рин (22 ноября 1909 года — 18 октября 1992 года) — советский авиаконструктор, главный конструктор ОКБ Сухого. Герой Социалистического Труда (1982), лауреат Ленинской премии и Государственной премии СССР.
Является создателем советского истребителя-бомбардировщика — Су-17.

## Биография
Родился 22 ноября 1909 года в посёлке Измайлово Симбирской губернии (ныне — Барышский район Ульяновской области) в семье рабочих. В 1928 году окончил среднюю школу, был направлен на учёбу на рабфак имени В. И. Ленина.
В 1936 году окончил Московский авиационный институт по специальности «инженер-механик по самолётостроению», но свою трудовую деятельность в области авиации начал в качестве конструктора КБ завода № 39 ещё весной 1935 года, совмещая её с учёбой. По распределению он попал в то же самое КБ завода № 39 — в ОКБ Н. Н. Поликарпова, под руководством которого за пять последующих лет прошёл путь от инженера-конструктора до заместителя начальника КБ по двухмоторным самолетам. В 1940 году на заводе № 22 занимался внедрением в серию пикирующего бомбардировщика СПБ(Д).
В начале Великой Отечественной войны в августе 1941 года Николай Григорьевич Зырин был переведён из Москвы в Казань на эвакуированный авиационный завод № 22, где в качестве помощника главного конструктора, а в дальнейшем — начальника ОКБ занимался вопросами обеспечения серийного выпуска, доработок и модификации бомбардировщика В. М. Петлякова Пе-2.
К 1944 году в должности главного конструктора этого самолёта на заводе № 22 находился В. М. Мясищев. В сентябре 1944 года ОКБ была выделена новая производственная база в Москве — завод № 482, и после возвращения коллектива, вплоть до 1946 года, Зырин в качестве заместителя главного конструктора был ближайшим помощником прославленного советского авиаконструктора.
После расформирования в 1946 году ОКБ Мясищева Николай Григорьевич был переведён на завод № 51, где в течение года работал под началом В. Н. Челомея над созданием беспилотных самолётов-«снарядов» 10Х, 14Х, 16Х типа «ФАУ-1».
В апреле 1947 года был направлен на завод № 134, там занял должность заместителя главного конструктора, познакомился с Павлом Осиповичем Сухим. В первые годы после победы в войне ОКБ Сухого работало над созданием первых отечественных реактивных самолётов: лётные испытания проходили истребители Су-9 и Су-11, готовились бомбардировщик Су-10, перехватчик Су-15 и будущий сверхзвуковой экспериментальный самолёт Су-17.
Позже Н. Г. Зырин был направлен в ОКБ-1 Министерства вооружений СССР, где принимал непосредственное участие в разработке и создании первого отечественного зенитно-ракетного комплекса ПВО С-25. В начале 1954 года он был переведён во вновь организованное ОКБ-2, где под руководством П. Д. Грушина в должности начальника конструкторского отдела, а затем заместителя главного конструктора принимал участие в разработке первой отечественной управляемой ракеты класса «воздух-воздух» РС-1У и зенитной ракеты типа В-750 для зенитного ракетного комплекса С-75.
В 1956 году Зырину удалось добиться перевода в ОКБ Сухого. Здесь в должности заместителя главного конструктора, а с ноября 1959 года — главного конструктора ОКБ-51 он проработал почти 30 лет, до июня 1985 года. Этот период был наиболее плодотворным в его трудовой деятельности. Сначала он курировал в ОКБ конструкторские отделы, разрабатывавшие планер самолёта, а позднее стал руководителем работ по машинам типа Су-7 и Су-17. В дальнейшем под его непосредственным руководством в ОКБ проводились все работы по проектированию, постройке и испытаниям всех модификаций истребителей-бомбардировщиков типа Су-7 и Су-17.
За 20 лет были созданы и внедрены в серию 15 модификаций самолётов (включая экспортные варианты). За счёт постоянных работ по модернизации самолёта и БРЭО, а также расширения номенклатуры вооружения с включением в его состав управляемых ракет было достигнуто увеличение технического ресурса самолётов типа Су-17 на 70 %, массы боевой нагрузки — на 60 %, а интегральный показатель боевой эффективности вырос в четыре раза практически без увеличения общей стоимости.
В 1970-е—1980-е годы самолёты типа Су-17 состояли на вооружении ВВС СССР и авиации ВМФ СССР. Во время войны в Афганистане Су-17, наряду со штурмовиком Су-25, были основными самолётами тактического звена ВВС 40-й армии, обеспечивая авиационное прикрытие наземных войск. За время серийного производства Су-17, с 1970-го по 1991 год, на экспорт было поставлено 1165 самолётов Су-20 и Су-22 (экспортные модификации Су-17) в 15 стран мира. Самолёты этого типа состояли на вооружении авиации СССР и России вплоть до 1997 года, а за рубежом до сих пор находятся в строю вооружённых сил нескольких государств.
Указом Президиума Верховного Совета СССР(«закрытым») от 17 декабря 1982 года Николаю Григорьевичу Зырину присвоено звание Героя Социалистического Труда.
Умер 18 октября 1992 года. Похоронен на Головинском кладбище.

## Награды
- Медаль «Серп и Молот»
- 2 Ордена Ленина (26 апреля 1971 года, 17 декабря 1982 года)
- Орден Отечественной войны I степени (1945 год)
- 2 Ордена Трудового Красного Знамени (1943 год, 1956 год)
- Медаль «В ознаменование 100-летия со дня рождения Владимира Ильича Ленина»
- Ленинская премия (1967 год)
- Государственная премия СССР (1975 год)
- другие награды

## Память

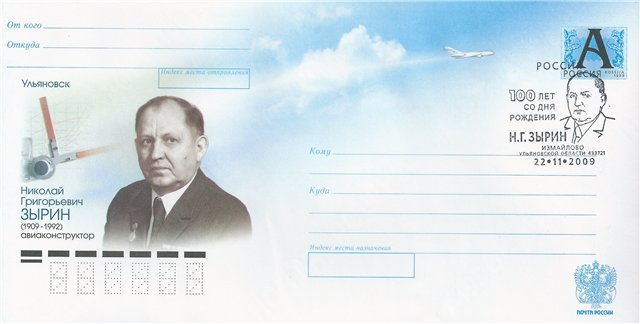
Почтовый конверт с портретом Зырина. Н. Г.

- В честь юбилея героя новый проспект в Заволжском районе города Ульяновска был назван его именем.
- В Галерее знаменитых земляков в помещении Ленинского мемориала в Ульяновске был торжественно открыт его портрет.
- В Ульяновском областном краеведческом музее имеется экспозиция, посвящённая Н. Г. Зырину. Там хранятся вещи, документы Николая Григорьевича, и модели самолётов, сконструированных ОКБ Сухого.

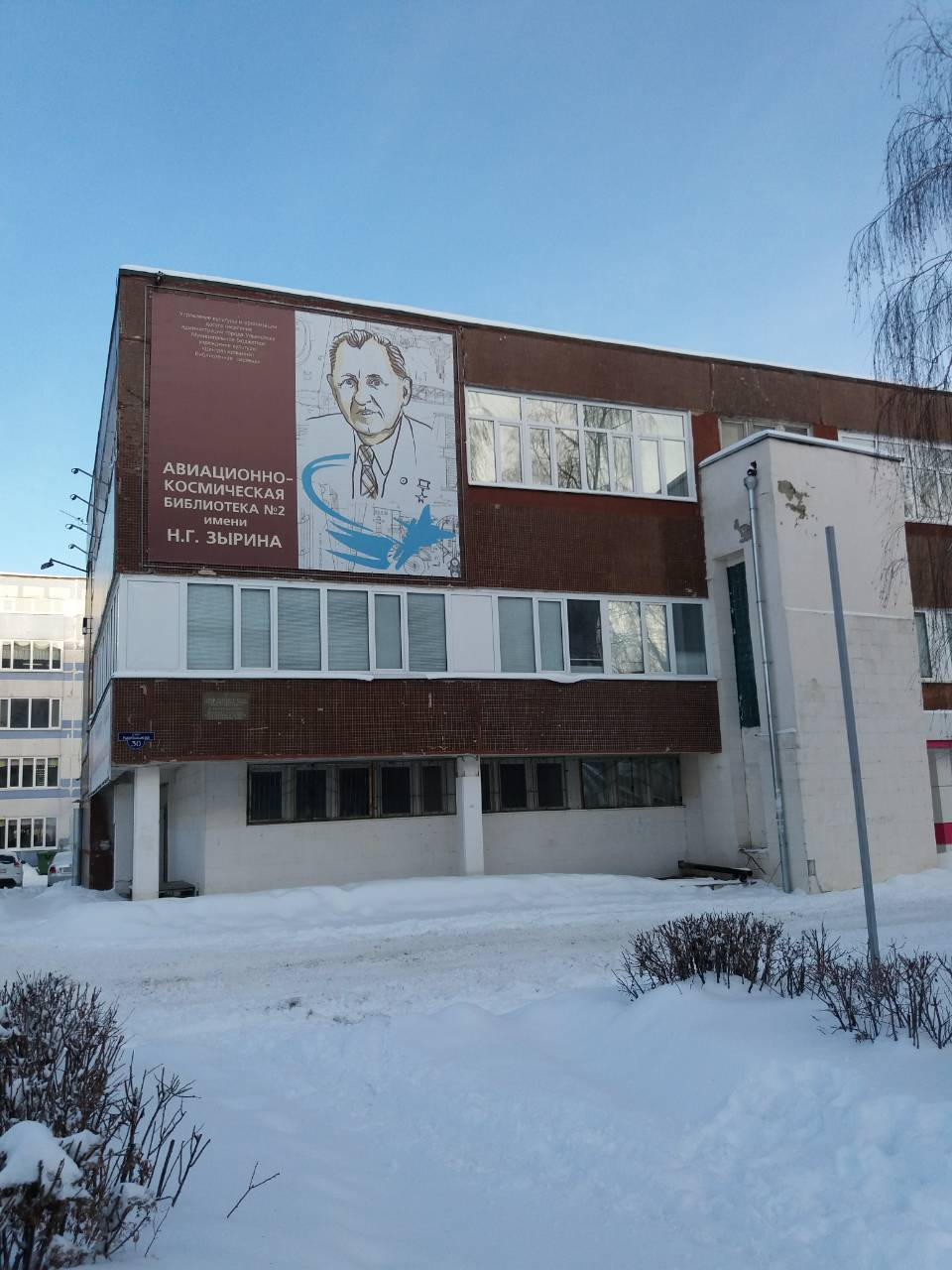
Библиотека им. Н. Г. Зырина (Новый город (Ульяновск)).

- Библиотека им. Н. Г. Зырина (Новый город (Ульяновск)).Имя Н. Г. Зырина было присвоено средней школе в его родном посёлке, там же в память о нём установлена мемориальная доска.
- Почта России выпустила литерный конверт (500 000 штук), посвящённый 100-летию Николая Григорьевича Зырина. На почте города Ульяновска состоялось торжественное гашение юбилейных почтовых конвертов.
- В 2015 году библиотеке № 2 в Заволжском районе города Ульяновска присвоено имя Николая Григорьевича Зырина[4].